# Canalejas de Peñafiel
Canalejas de Peñafiel ist ein nordspanisches Dorf und eine Gemeinde (municipio) mit 252 Einwohnern (Stand: 2024) in der Provinz Valladolid in der autonomen Region Kastilien-León. 

## Lage
Canalejas de Peñafiel liegt in der kastilischen Hochebene in einer Höhe von etwa 895 m. Die Provinzhauptstadt Valladolid befindet sich gut 50 Kilometer (Fahrtstrecke) westnordwestlich. Das Klima im Winter ist durchaus kalt, im Sommer dagegen warm bis heiß; die spärlichen Regenfälle (ca. 499 mm/Jahr) fallen verteilt übers ganze Jahr.

## Bevölkerungsentwicklung
| Jahr      | 1970 | 1981 | 1991 | 2001 | 2011 | 2021 |
| Einwohner | 573  | 355  | 360  | 283  | 300  | 241  |

## Sehenswürdigkeiten

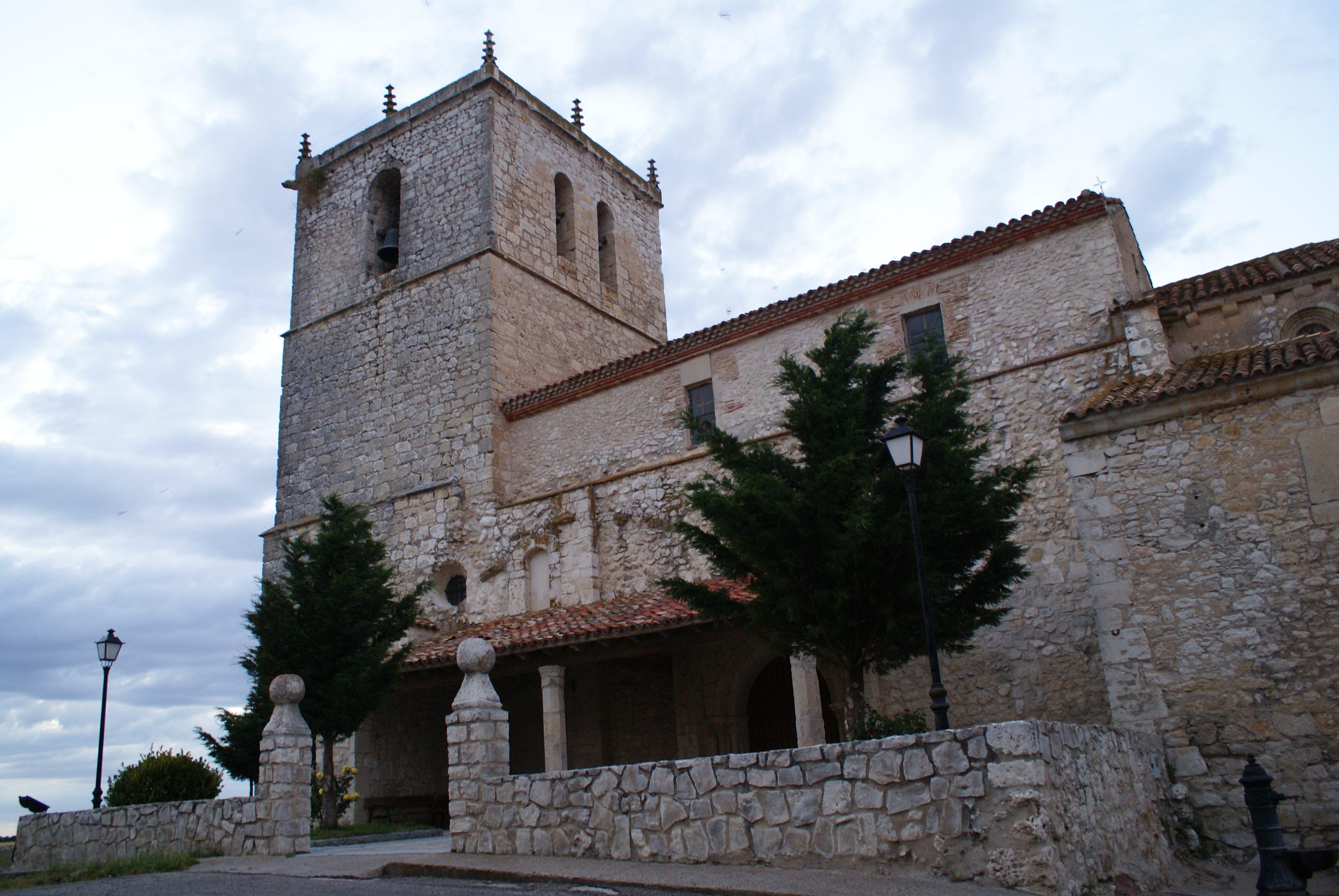
Kirche Mariä Himmelfahrt

- Kirche Mariä Himmelfahrt